# Cyphorhinus phaeocephalus
El cucarachero canoro (Cyphorhinus phaeocephalus), también conocido como chochín canoro, chochín cariazul, colchonero cantor, cucarachero gaitero o soterrey canoro, es una especie de ave paseriforme de la familia Troglodytidae que vive en Centro y Suramérica.

## Distribución y hábitat
Habita en bosques secos de Colombia, Costa Rica, Ecuador, Honduras, Nicaragua y Panamá.

## Subespecies
Se reconocen cinco subespecies:
- Cyphorhinus phaeocephalus chocoanus (Meyer de Schauensee, 1946)
- Cyphorhinus phaeocephalus lawrencii Lawrence, 1863
- Cyphorhinus phaeocephalus phaeocephalus P. L. Sclater, 1860
- Cyphorhinus phaeocephalus propinquus (Todd, 1919)
- Cyphorhinus phaeocephalus richardsoni Salvin, 1893